# معاهدة هاي بونو فاريا

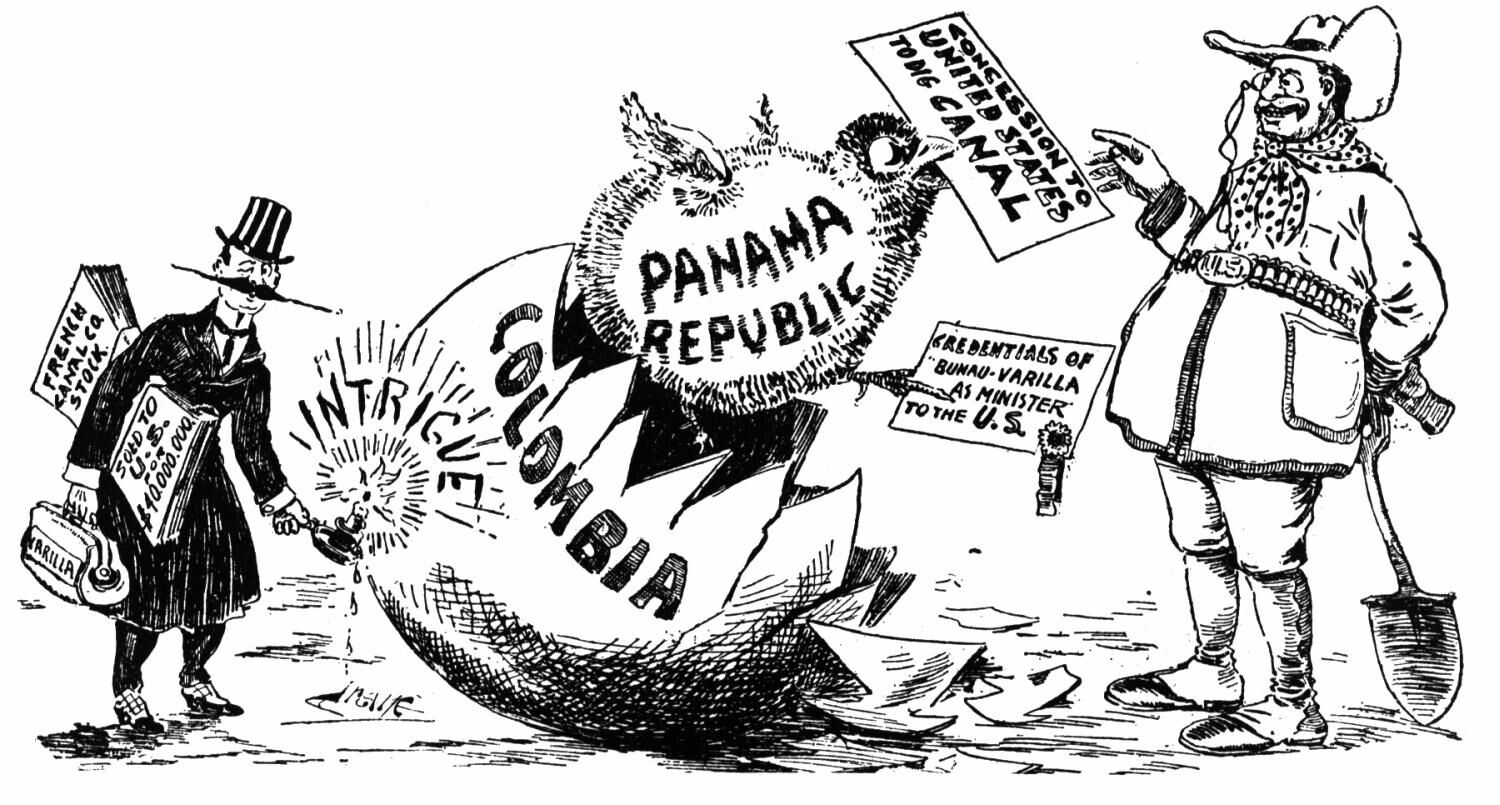

معاهدة هاي بونو فاريا Hay–Bunau- Varilla Treatyهي معاهدة تم توقيعها في 18 نوفمبر 1903 بين الولايات المتحدة وبنما، أسست لوجود منطقة قناة بنما وإنشاء قناة بنما لاحقا. سميت باسم المفاوضين الاثنين فيليب بونو فاريا الدبلوماسي الفرنسي في بنما، وجون هاي وزير الخارجية الأمريكية.